# スノーグローブ

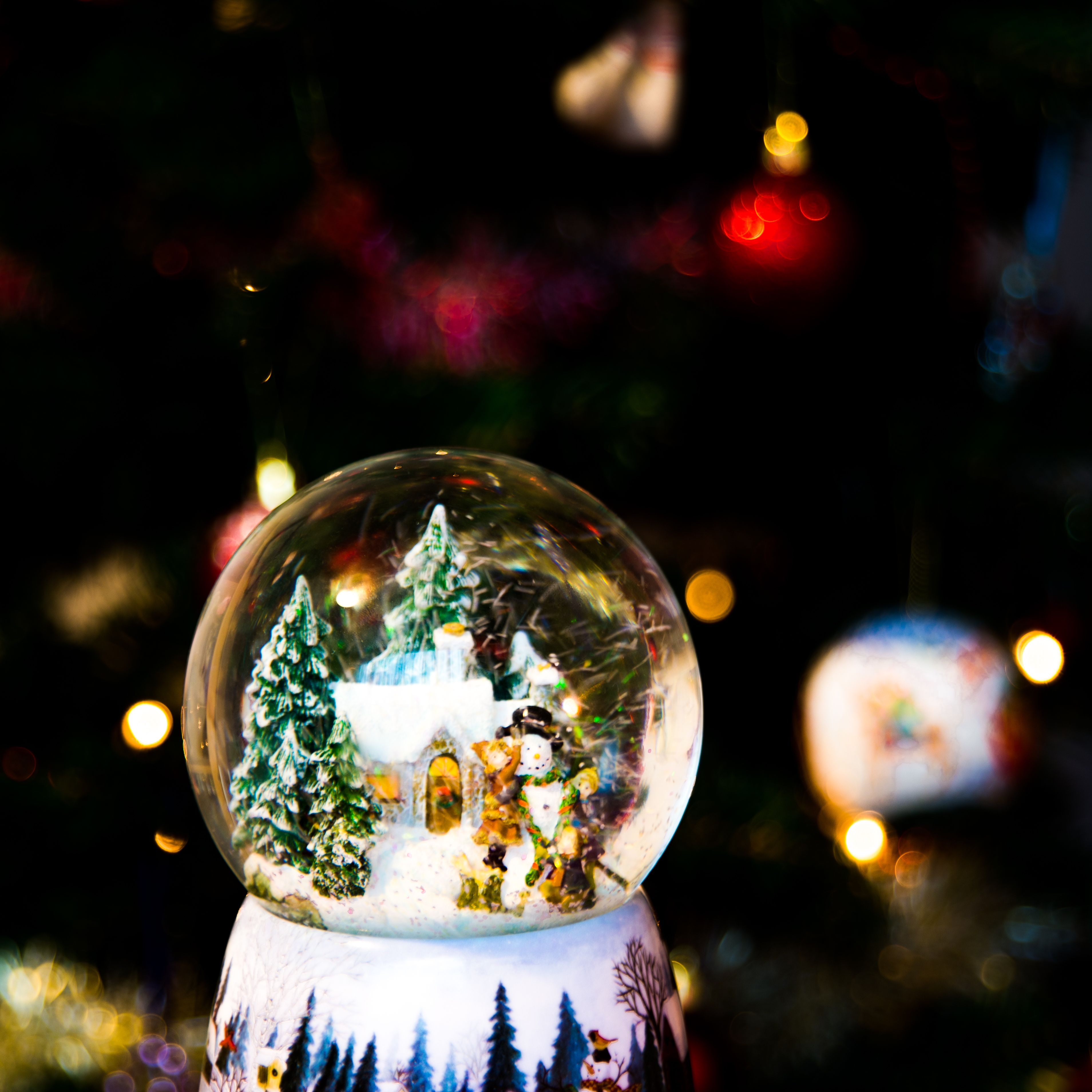
冬の情景を模したスノーグローブ。

スノーグローブ（英語: Snow globe）とは、雪の情景を模した、玩具およびアクセサリーの一種である。

## 概要
球形やドーム形の透明な容器の中を水やグリセリンなどの透明な液体で満たし、人形・建物などのミニチュアと、雪に見立てたもの等を入れ、動かすことで雪が降っている風景をつくる物である。
日本ではスノードームとも呼ばれ、土産品や玩具として売られている。容器はガラス製のものが多いが、自作してオリジナルのスノーグローブを楽しむ人達もいる。販売時期としては、クリスマスシーズンに良く売れる。小型の物が主流だが、様々な大きさのものがある。土台にオルゴールを仕込んでありボール部がオルゴールのねじ回しになっており、オルゴールを鳴らす事で回転する仕掛けになっている物もある。

## 歴史
スノーグローブの始まりは定かでないが、一説には19世紀前半のヨーロッパでペーパーウェイトとして使われたのが始まりとされる。
その後1889年に開催されたパリ万国博覧会で、エッフェル塔をモチーフにしたスノーグローブを販売したところ話題になり、世界中に広まった。
1941年のアメリカ映画『市民ケーン』の一場面で、スノーグローブが印象的に使われた事もあって一般的にも認知された。
現在では世界中にコレクターがおり、コレクターズ・アイテムの一つになっている。